# Grube Luther
Die Grube Luther ist eine ehemalige Eisen-Grube des Bensberger Erzreviers in Kürten. Das Gelände gehört zum Ortsteil Dürscheid.

## Geschichte

### Der Altbergbau
Vom 16. Dezember 1761 stammt die älteste Urkunde über Bergbau im Raum zwischen Miebach und Lenzholz in der heutigen Gemeinde Kürten. Dabei handelte es sich um ein Bergwerk mit der Bezeichnung „Anna Fundgrube“. Später war sie bekannt als Grube Katharinaglück, die seit dem 27. August 1860 mit der Grube Luther konsolidiert war und von diesem Zeitpunkt an unter dem gemeinsamen Namen Luther geführt wurde. Aus der Urkunde erfahren wir, dass ein Herr Peter Moll aus Lennep am 8. Januar 1752 eine am 8. Januar 1750 eingelegte Mutung „zwischen dem Höffgen Miebach und dem Höffgen Lentzholtz“ in dem im Amt Steinbach im Kirchspiel Kürten gelegenen Feld „renovieren“ ließ, das heißt, dass er seine Mutung vom 25. April 1750 am 8. Januar 1752 erneuerte. Als er diesbezüglich um eine Bestätigung nachsuchte, war es zwischen ihm und der Witwe des Hofrates Gumpertz als Erbin zum Streit gekommen. Berggerichtlich kam es später zwischen der Witwe Gumpertz und der Witwe Moll – Peter Daniel Moll war inzwischen verstorben – am 23. Dezember 1755 zu einem Vergleich, mit dem die Bergrechte auf „des Herrn Moll Wittib und Erben“ übertragen wurden. Es dauerte allerdings noch einige Jahre, bis die Bergbeamten aus Düsseldorf die Grube am 15. Juli 1761 besichtigten und anschließend die Belehnung am 16. Dezember 1761 erfolgen konnte. Daraus ergab sich in einem Geviertfeld um einen im Mittelpunkt vorhandenen Schacht herum ein Recht zur Gewinnung von „Eisenstein und sonstigen Mineralien, ausgenommen Gold und Edelgestein“.

### Der industrielle Bergbau
Weitere schriftliche Informationen über die Geschichte der Grube Luther enthalten die Aufzeichnungen im Berggrundbuch über die Konsolidation mit gleichzeitiger Berechtigung zur Gewinnung von Bleierzen und Schwefelkies für das gesamte konsolidierte Bergwerk am 27. August 1860. Von da an kam es unter dem einheitlichen Namen Luther zur Vereinigung der folgenden Grubenfelder:
1. Elisabeth-Margarethaglück, bei diesem Grubenfeld handelte es sich um das Herzstück der Grube Luther mit der größten Brauneisensteinlagerstätte. Höchstwahrscheinlich war hier schon der bereits erwähnte Hofrat Gumpertz im 18. Jahrhundert fündig geworden. Schriftliche Belege liegen aus dieser Zeit jedoch nicht vor. Die Rede ist allerdings von einer „Erschürfung der großen Ablagerungen bei Miebach und Spitze und deren Verleihung im Jahre 1763“.[2] Das flächenmäßig kleine Grubenfeld „auf der Spitz bei Spitz“ (Spitze ist ein Ortsteil von Kürten in der Nähe von Dürscheid) war am 1. Februar 1838 von Heinrich Moll aus Mülheim am Rhein und Consorten gemutet und anschließend ununterbrochen in Betrieb gehalten worden. Nach der Feldesbesichtigung am 8. März 1838 erfolgte am 20. April 1838 die Verleihung auf Eisenstein.
2. Gustav-Adolph, das Grubenfeld wurde am 9. Juni 1855 auf Eisenstein verliehen.
3. Katharinaglück, man liest auch die Namen Catharinaglück und Catharinenglück. Außer den oben erwähnten Einzelheiten liegen uns aus dem 18. Jahrhundert keine weiteren Informationen über die Geschichte vor. Am 15. Juli 1829 wurde das ursprünglich flächenmäßig kleine Grubenfeld auf Eisenstein verliehen. Obwohl das gesamte Bergwerkseigentum nach der Konsolidation den einheitlichen Namen Luther führte, besaß das Einzelfeld Katharinaglück eine Sonderstellung. Das wird deutlich durch eine Feldeserweiterung, die am 26. Mai 1867 genehmigt wurde. Der zugehörige Situationsriss, der schon im Februar 1866 angefertigt wurde, trägt den Zusatz „für die Feldeserweiterung der Eisensteingrube Catharinaglück“.
4. Luther, dieses Grubenfeld war namensgebend für die gesamte Konsolidation. Es war auf Eisenstein am 18. Februar 1854 verliehen worden.
5. Pappenheim, die Verleihung auf Eisenstein erfolgte am 22. August 1858.
6. Sickingen, die Verleihung auf Eisenstein erfolgte am 2. Juli 1858.
7. Thomas Münzer, die Verleihung auf Eisenstein erfolgte am 3. Februar 1860.

Das Bergwerkseigentum der Grube Luther ist mit Ablauf des 24. September 1989 nach § 149, Absatz 5, Bundesberggesetz vom 13. August 1980 erloschen.

## Betrieb und Anlagen
Die ersten Hinweise über den Betrieb der Grube Luther stammen aus dem Jahr 1869 im Grubenfeld Elisabeth-Margarethaglück, man habe mit 70 Mann Durchschnittsbelegschaft 25.540 Tonnen Eisenstein gefördert. Ein Jahr später förderte man 39.888 Tonnen und ließ in den benachbarten Grubenfeldern Versuchsarbeiten durchführen. In den Folgejahren war man mit den Betriebsergebnissen immer zufrieden. Mit Bohrungen untersuchte man die Fortsetzung der Lagerstätte in Richtung nach Norden. Im südlichen Tagebau teufte man einen Schacht auf 30 m ab und fand ein reiches Brauneisensteinlager, daneben erkundete man mit weiteren Bohrungen das westliche und südliche Feld. Bei den vielfältigen Untersuchungsarbeiten erkannte man, dass man es hier nicht mit oberflächlichen, sondern mit Eisensteinablagerungen zu tun hatte, die mit den Kalkschichten niedergingen. Um auch die östliche Fortsetzung der Ablagerungen festzustellen, begann man im Einzelfeld Katharinaglück den alten Förderstollen aufzuwältigen, dabei fand man Holzschienengeleise einer alten Transportbahn aus Eichenholz mit konischem Profil, welche sauber in Holzschwellen eingepasst und verkeilt waren, ein Bandeisenbeschlag bildete die Lauffläche. Diese Schienen wurden durch neu verlegte Eisenschienen ersetzt. Der unersättliche Bedarf an Eisenerz für die neuen Hochöfen der Friedrich Wilhelms-Hütte in Mülheim an der Ruhr, noch dazu in solch hervorragender Qualität wie hier, führte zu höchsten Anstrengungen, um weitere Aufschlüsse zu erhalten, die größten Mengen an Eisenstein wurden dabei im Tagebau an mehreren Stellen gewonnen.
In den Jahren von 1875 bis 1878 gab es keine Erwähnungen, zumal Grubentätigkeiten nicht stattgefunden haben. 1880 arbeiteten lediglich 10 Mann auf der Grube Luther, ab 1881 gab es mit der Beschäftigung von durchschnittlich 65 bis 70 Mann einen erneuten Schub. Jedoch nahm die Bedeutung zunehmend ab, das lag besonders daran, dass die Mächtigkeit des Deckgebirges fast an allen Stellen zum Abräumen nach und nach zu stark geworden war. Man war daher gezwungen, Schächte abzuteufen, seit dem Jahr 1888 gab es keinen Tagebau mehr. 1892 teufte man einen Schacht ab, der jedoch auf das Kalksteingebirge stieß, wodurch eine längere Strecke aufgefahren werden musste, um an das Erzlager zu gelangen. Ende Oktober 1895 wurde der Betrieb auf der Grube Luther zunächst eingestellt.
Am 5. Januar 1903 erwarb der Kaufmann August Jaeger die Grube Luther, am 1. März 1907 ging dieses Eigentum unter Beteiligung von Jaeger auf die neu gegründete Gewerkschaft Luther über. Im Jahr 1905 wurde der Betrieb auf der Grube Luther wieder aufgenommen, man förderte mit 31 Mann 3064 t Brauneisenstein aus zwei neuen Schächten und durch Schürfarbeiten im Feld Katharinaglück. Der bisher bis auf 40 m abgeteufte Schacht wurde 1907 bis zu einer Gesamtteufe von 60 m niedergebracht und mit einer kleinen Dampfhaspel-Förderanlage versehen. 30 m nördlich von diesem Maschinenschacht brachte man einen Fahr- und Wetterschacht bis zur 40-m-Sohle nieder und verband ihn über eine Strecke mit dem Maschinenschacht. Auf dem Betriebspunkt Katharinaglück teufte man ein Schächtchen 12 m zu Versuchszwecken ab und begann, den alten Förderstollen zunächst auf einer Strecke von 197 m unter großen Schwierigkeiten wieder aufzuwältigen. Bis 1908 waren diese Arbeiten auf einer Gesamtlänge von 530 m nach mühsamer Aufwältigung fertiggestellt worden.
Früher hatte man auf der gesamten Grube Luther und auf dem Betriebspunkt Katharinaglück immer nur reinen Brauneisenstein abgebaut, der seit 1770 zuerst zur Dürscheider Hütte und ab 1859 zur Friedrich-Wilhelms-Hütte in Mülheim an der Ruhr geschafft wurde. Eine Erzaufbereitung war wegen der Reinheit des Materials nicht erforderlich und auch nicht vorhanden. Jetzt beabsichtigte man, künftig auch die oberflächennah in großen Mengen vorkommenden verunreinigten Erze zu gewinnen und für die spätere Verhüttung zu reinigen, aus diesem Grund plante man seit 1907 den Bau einer Aufbereitungsanlage in Spitze. Für den Transport der Wascherze von Katharinaglück nach Spitze sollte eine ca. 2,5 km lange Schmalspurbahn mit Lokomotivantrieb gebaut werden.

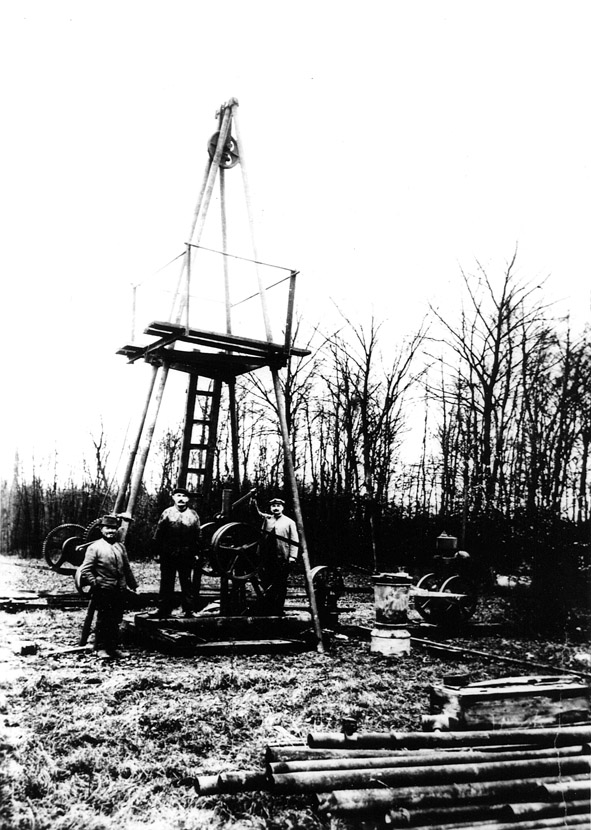
Bohrturm im Bensberger Erzrevier um 1910

Im Jahr 1909 war die Aufbereitung fertiggestellt, sie wurde aus einem besonderen Schacht, der im Tagebaubereich angesetzt war, mit Grubenwasser versorgt. Die Resultate der Erzwäsche waren aber so unbefriedigend, dass ein Rührwerk zur Trennung von Letten und Erz nachgerüstet werden musste. Man stellte jedoch fest, dass die Produktionsmenge aus den leicht gewinnbaren Wascherzen für einen gewinnbringenden Betrieb allein nicht ausreichte. Ersatzweise wandte man sich daher auch wieder dem bereits teilweise eingestellten Tiefbau auf der 60-m-Sohle und der 40-m-Sohle des Maschinenschachtes zu. Den im Vorjahr abgeteuften Schacht II versah man mit einer kleinen maschinellen Förderanlage, dennoch gingen die Vorräte immer weiter zurück. Bohrungen nach neuen Aufschlüssen hatten keinen Erfolg, man konnte im Jahr 1911 mit 32 Mann noch 5986 t Eisenerz gewinnen, indem man u. a. den Restlagerteil auf der 60-m-Sohle ausräumte und sodann die Arbeiten auf Schacht I beendete. Auch der Schacht II wurde geschlossen. Gegen Ende des Jahres konstatierte man: „Ein eigentlicher Betrieb geht zur Zeit nicht mehr um.“ Nach dem Ersten Weltkrieg hat man erneut versucht, auf den Betriebspunkten in Spitze und Miebach fündig zu werden. So wird 1923 und 1924 von Untersuchungs- und Aufräumungsarbeiten berichtet, auch die Autarkiebestrebungen in der NS-Zeit führten 1937 zu erneuten Untersuchungsarbeiten, man musste aber jedes Mal feststellen, dass sich der Bergbau nicht mehr lohnte.
Die ehemals selbständige Stadt Bensberg hat die riesige Pinge des Tagebaus in Spitze in den 1960er Jahren als Müllkippe benutzt und vollständig verfüllt.

## Lage und Relikte

### Grubenfeld Elisabeth-Margarethaglück
Der Kernbereich der ehemaligen Grube Luther befand sich mit dem kleinen Grubenfeld Elisabeth-Margarethaglück eingelagert zwischen den Grubenfeldern Luther und Gustav-Adolph auf der Bergkuppe zwischen Spitze und Blissenbach. An den alten Betrieb erinnert noch der „Grubenweg“, der südlich an dem inzwischen verfüllten Tagebau vorbei verläuft. Die Müllkippe grenzt nordöstlich an eine ehemalige Halde des Tagebaus an, deren teilweise über 10 m hohe Böschung mit altem Baumbestand noch gut erkennbar ist. Am Fuß dieser Böschung fällt die Pinge eines Schachtes auf, die von einer Halde umgeben ist. Je eine Halde hat man früher südlich von Bölinghoven und östlich von Dorpe gegenüber der Tankstelle aufgeschüttet. Beide Halden grenzen an die Straße von Spitze nach Bechen.

### Grubenfeld Gustav-Adolph
Zwischen Dorpe, Spitze, Keller und Dürscheid lag das Grubenfeld Gustav-Adolph. In dem Waldstück hinter dem Haus Kalkofen 17 befindet sich ein großer alter Steinbruch. Von seinem südlichen Rand aus kommt man nach ca. 20 m an die Pinge eines kleinen Versuchsschachtes, die mit einer kreisrunden Halde umgeben ist. Vier Schurfgräben finden sich in der näheren Umgebung etwa 30 bis 50 m entfernt.

### Grubenfeld Katharinaglück
Das ursprünglich sehr kleine Grubenfeld Katharinaglück erstreckte sich zwischen Miebach und Lenzholz. Nach der Feldeserweiterung im Jahr 1867 kam das Gebiet zwischen Lenninghausen, Oberhausen, Hufe, Hähn und Miebach dazu. Ca. 200 Meter hinter dem Ortsausgang von Dürscheid in Richtung nach Biesfeld liegt auf der linken Straßenseite in der Talmulde die Stollenhalde des Förderstollens, auf der das Haus Wipperfürther Straße 171 steht. Durch den Baumbestand ist die Halde nicht auffällig. Zwischen Miebach und Biesfeld zweigt von der Wipperfürther Straße nach Norden die Lenzhölzer Straße ab. Folgt man dieser Straße, so erreicht man am Ende der Wohnsiedlung links einen kleinen Teich, der in einem ehemaligen Tagebau entstanden ist. Vor dem letzten Gebäude zweigt nach Westen ein Feldweg ab, der nach ca. 200 Metern zwischen zwei niedrigen Halden hindurch führt. Während die südliche Halde komplett mit Gras bewachsen und eingezäunt ist, liegt das Material der nördlichen Halde teilweise frei.

### Grubenfeld Luther
Das Grubenfeld Luther erstreckte sich südlich von Blissenbach und nördlich von Dürscheid zwischen der Straße, die von Spitze nach Bechen führt, und Miebach. Die Straße Im Käulchen verdankt wohl ihren Namen dem alten Bergbau. Unter einer Kaule oder einem Käulchen versteht man eine Vertiefung oder ein Loch im Gelände. Eine solche Vertiefung – bergmännisch Pinge – beginnt heute noch deutlich sichtbar zwischen den Häusern 24 und 20. Mehrere, zum Teil sehr große Pingen findet man im Wald zwischen Steeg, Hove, Meiswinkel und den Viehweiden, die zum Bauernhof Lenzholz gehören. Sie zeugen von einer umfänglichen bergbaulichen Tätigkeit.

### Grubenfeld Pappenheim
Auf dem Winterberg zwischen Dürscheid und Oberbörsch lag das Grubenfeld Pappenheim. Alle Relikte sind inzwischen verschwunden. Man kann lediglich im Bereich des Hauses Am Buchholzberg 9 a noch die Reste des alten Steinbruchs erkennen, in dem auch ein Tagebau auf Brauneisenstein gewesen ist.

### Grubenfeld Sickingen
Das Grubenfeld Sickingen lag westlich der Straße, die von Spitze nach Bechen führt und reichte im Süden von dem Bauernhof Oberthal bis an die Bundesstraße 506 im Norden. Von dem Bauernhof Oberthal geht ein Wirtschaftsweg in nördlicher Richtung zu der Ansiedlung von Nußbaum. Kurz vor dem Verlassen des Waldes kommt man nach etwa 350 m an eine größere Pinge, die in der Mitte durch den Wegebau verfüllt worden ist. Nach Osten fügen sich weitere Pingen und Halden an. In unwegsamem Gelände findet man an einem Siefenhang, der nach Südwesten abfällt, ca. 200 m nordöstlich von dem Bauernhof Oberthal einige zum Teil größere Pingen und kleinere Halden.

### Grubenfeld Thomas Münzer
Die Ortschaft Blissenbach umfasst das Grubenfeld Thomas Münzer. Ein kleines Wäldchen östlich von Unterblissenbach ist übersät von vielen Pingen und kleinen Halden. Nach der Lagerstättenkarte ist hier Eisen gefunden worden. Es kann aber nicht genau geklärt werden, welche Spuren im Einzelnen vom Bergbau herrühren. Ältere Einwohner berichten, dass hier auch Steinbrucharbeiten in größerem Umfang stattgefunden haben.